# Lepidodelta vadoni
Lepidodelta vadoni là một loài bướm đêm trong họ Noctuidae.